# عشق کولی
عشق کولی فیلمی به کارگردانی رضا صفایی و نویسندگی عبدالعلی همایون محصول سال ۱۳۴۸ است.

## داستان
در اثر حادثه‌ای کودک خانوادهٔ متمولی از والدینش دور می‌افتد…

## بازیگران
- جواد قائم مقامی
- لی‌لی
- منصور سپهرنیا
- ویکتوریا
- عبدالعلی همایون
- مژگان
- فرنگیس فروهر
- ابراهیم نادری
- سعید کامیار
- محسن آراسته
- علی میری